# Stilbia anomala
Stilbia anomala é uma espécie de insetos lepidópteros, mais especificamente de traças, pertencente à família Noctuidae.
A autoridade científica da espécie é Haworth, tendo sido descrita no ano de 1812.
Trata-se de uma espécie presente no território português.